# Nehzom
Nehzom (persiska: نهزم, Nehzom-e Şeyqal Kūmeh) är en ort i Iran.   Den ligger i provinsen Gilan, i den nordvästra delen av landet, 240 km nordväst om huvudstaden Teheran. Nehzom ligger 10 meter över havet och antalet invånare är 593.
Terrängen runt Nehzom är platt norrut, men söderut är den kuperad.Runt Nehzom är det ganska tätbefolkat, med 111 invånare per kvadratkilometer. Närmaste större samhälle är Fūman, 13,5 km nordväst om Nehzom. I omgivningarna runt Nehzom växer i huvudsak blandskog.